# Palacio del Portillo
El Palacio del Portillo es un inmueble situado en la ciudad de Orihuela y sede de la Caja Rural Central.

## Historia
Perteneció a María de las Virtudes del Portillo y Rovira, hija de Pedro del Portillo y Ortega, casada con Antonio Lamo de Espinosa y de La Cárcel, que la heredó en 1896.

## El Palacio

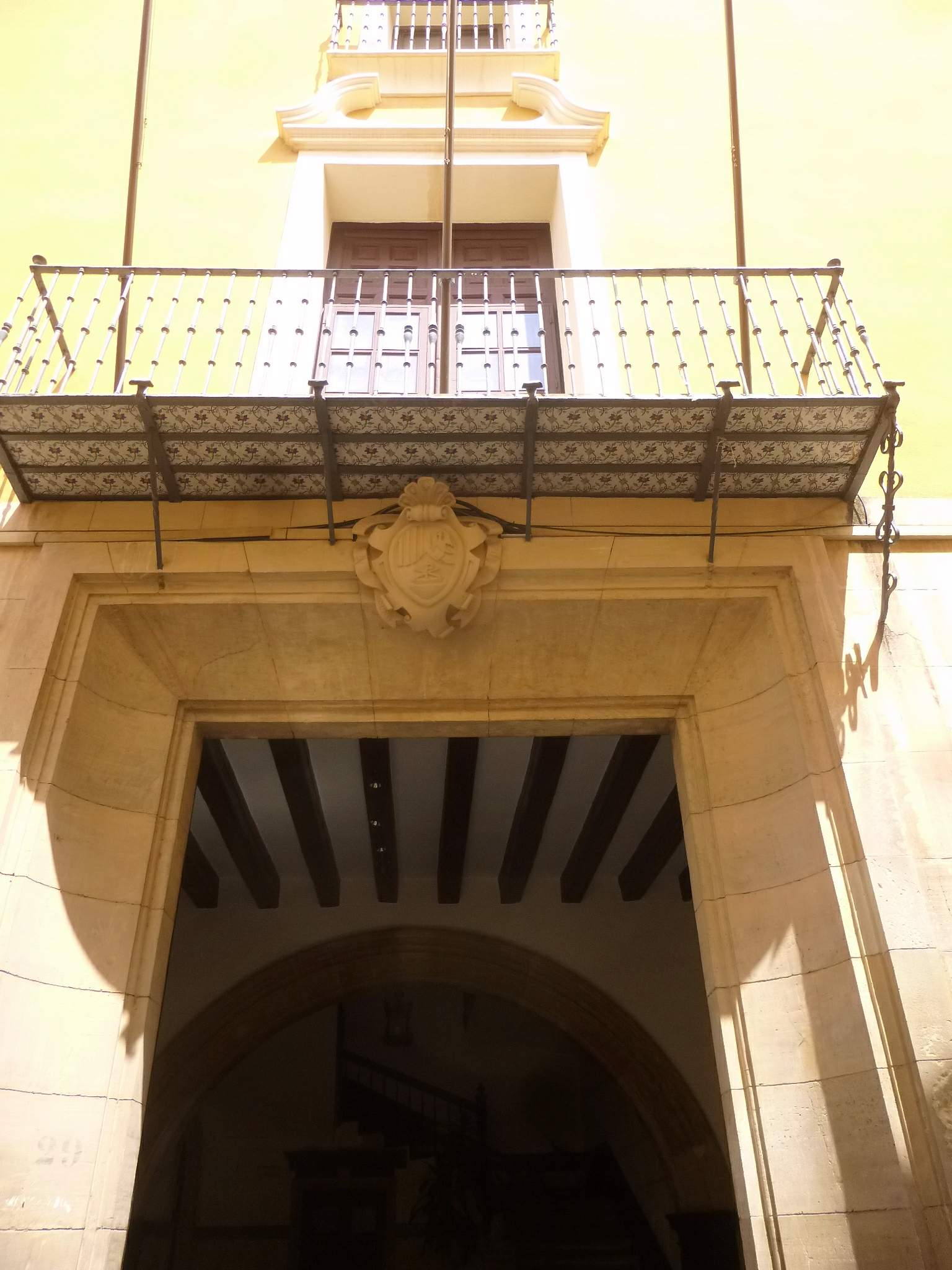
Entrada principal al Palacio del Portillo

Sobre dos antiguas casas, se construyó a finales del XVIII y principios del XIX. Ocupa una superficie de más de 1 000 m². La fachada es de líneas muy sencillas, aunque destacan las molduras talladas en la sillería de la fachada principal.
Tiene un portalón adintelado en piedra que conserva las puertas de madera originales y que lleva a un zaguán donde se ve un arco de piedra rebajado. A continuación, a mano derecha, arranca la escalera principal, con peldaños de piedra y baranda de hierro forjado y madera. Sobre el pedestal de arranque de la escalera hay un pequeño león tallado finamente en mármol. Conserva la viguería original de madera.
En la esquina del palacio son de resaltar los frontones curvos y partidos sobre los vanos del primer piso que dan a un balcón corrido, y la forja de los antepechos.
El paso del tiempo y la necesidad de adaptarse a las necesidades de su actual uso ha propiciado que la planta principal haya ido alterando su distribución.
El Ayuntamiento de Orihuela, en la Adaptación y Revisión de su PGOU (1990), califica este palacete como Elemento Protegible en Segundo Grado de Protección.

## Caja Rural Central
La Federación de Sindicatos Agrícolas Católicos (ahora Caja Rural Central), lo adquirió el 14 de mayo de 1920 por 26 750 pesetas y actualmente es propiedad de la Caja Rural Central.
Diez años después de la adquisición del Palacio del Portillo, la Federación adquirió otra casa colindante, perteneciente a Francisco Lucas Lucas, y la anexionó al Palacio. Al ampliarse siguió rigurosamente la estética del edificio. El palacete se restauró en 1941.
En el interior del palacio se guarda el Compendio Histórico-Geográfico Oriolano, colección de 15 títulos en 20 libros, obra de Josef Montesinos Pérez a finales del siglo XVIII. La Caja Rural Central, con motivo de su centenario, digitalizó la colección, que había adquirido en la librería México II de Madrid en 1982, y la puso a disposición del público.

## Otros proyectos
- Wikimedia Commons alberga una categoría multimedia sobre Palacio del Portillo.

- Datos: Q97097729
- Multimedia: Palacio del Portillo, Orihuela / Q97097729